# メーカーズシャツ鎌倉
メーカーズシャツ鎌倉株式会社（メーカーズシャツかまくら、MAKER'S SHIRT KAMAKURA）は神奈川県鎌倉市に本社を置く、アパレル企業である。同社が作る製品は鎌倉シャツの愛称で親しまれている。

## 会社概要
メーカーズシャツ鎌倉は、「世界で活躍するビジネスパーソンをシャツで応援する」というコンセプトの下、メード・イン・ジャパンのメンズシャツ（主にワイシャツ）や婦人物のシャツブラウスを納得価格で企画製造・販売している。2019年時点で、日本国内28店舗、アメリカ合衆国ニューヨークに1店舗を展開。2013年春から英語のグローバルオンラインストアをスタートし世界中の客へ直接、商品を届ける（84カ国）。2017年には中華人民共和国向けに中国語のオンラインストアを開設し、2019年1月からアリババグループでの販売も開始。2019年11月には中国・上海に出店した。
ビジネスモデル
製造から販売まで単一の業者が行う独自のSPA（製造型小売）であり、これによって上質なシャツを低価格で継続して販売することに成功している。創業以来、国内SPAでセールをせずに売り切るビジネスモデルを貫いている。

海外展開
2012年に海外初店舗としてニューヨークのマディソン街に出店し、メード・イン・ジャパンの高品質ドレスシャツが79ドルで入手できると金融マンなどの需要を捉えた。2019年には、上海の商業施設「静安ケリーセンター」内に出店した。

シャツの特徴
生地は主に100番双手以上の細糸の綿を、ボタンには高瀬貝や白蝶貝を使用し、国内工場で熟練工によって巻き伏せ本縫いによって縫製される。

## 沿革
- 1993年11月 - 貞末良雄夫妻が鎌倉にメーカーズシャツ鎌倉の社名でシャツ専門店を開業
- 1995年6月 - 有限会社メーカーズシャツ鎌倉を設立し、法人化
- 1995年7月 - 横浜ランドマーク店オープン
- 1996年11月 - 新・鎌倉本店オープン
- 1998年 - 自由が丘マスト店オープン
- 2000年 - 渋谷マークシティ店オープン
- 2002年 - 丸ビル店オープン
- 2004年 - アトレ品川店オープン
- 2007年 - 新宿三丁目イーストビル店オープン
- 2008年 - アキバ・トリム店オープン
- 2009年 - 二子玉川店オープン
- 2010年 - たまプラーザ テラス店オープン
- 2011年 - JR博多シティ店オープン
- 2011年 - ISP池袋店オープン
- 2012年 - ラゾーナ川崎プラザ店オープン
- 2013年 - 大阪うめきた店オープン
- 2014年 - アトレ恵比寿店オープン
- 2015年 - 横浜店オープン
- 2015年 - 銀座店オープン
- 2016年 - 名古屋店オープン
- 2019年 - 上海静安ケリーセンター店オープン
- 2022年 - 神戸北野坂店オープン
- 2023年 - MEN'S東京ミッドタウン八重洲店オープン
- 2023年 - 仙台シリウス・一番町店オープン
- 2023年 - 札幌アピア店オープン
- 2024年 - 京都四条烏丸 三井ビル店オープン
- 2024年 - CoCoLo新潟店オープン
- 2024年 - ニューヨーク Kamakura Shirts Order Salonオープン

## 関連会社
- ヴァンヂャケット - 創業者である貞末良雄がかつて勤務していたアパレル企業。社長であった石津謙介や企画のくろすとしゆき[6] とは、交流があった[2][7]。

## テレビ番組
- 日経スペシャル カンブリア宮殿 これが激安の国を変える 次世代のモノづくりだ！（2009年12月14日、テレビ東京）[8]

## 関連書籍
- 『鎌倉シャツ 魂のものづくり』（著者:丸木伊参）（2014年6月21日、日本経済新聞出版社）ISBN 9784532319403
- 『シャツとダンス 「アパレルの革命児」が起こした奇跡』（著者:玉置美智子）（2020年8月5日、文藝春秋）ISBN 978-4-16-391243-1

創業者・貞末良雄が主人公の物語。生い立ちから鎌倉シャツの創業、そして2020年、長女・奈名子への事業継承に至るまでが描かれた一代記。